# Maurice Torres
Maurice Armando Torres (ur. 6 lipca 1991 w Ponce) – portorykański siatkarz, grający na pozycji atakującego, reprezentant Portoryko. 

## Sukcesy klubowe
Mistrzostwo Portoryko:
- 2014

Wicemistrzostwo Polski:
- 2018

Brązowy medalista Mistrzostw Turcji:
- 2021

## Sukcesy reprezentacyjne
Mistrzostwa Ameryki Północnej, Środkowej i Karaibów Kadetów:
- 2008

Mistrzostwa Ameryki Północnej, Środkowej i Karaibów Juniorów:
- 2010

Igrzyska Ameryki Środkowej i Karaibów:
- 2014

Mistrzostwa Ameryki Północnej, Środkowej i Karaibów:
- 2015

Puchar Panamerykański:
- 2017

## Nagrody indywidualne
- 2014: Najlepszy punktujący Pucharu Panamerykańskiego
- 2019: Najlepszy atakujący Igrzysk Panamerykańskich
- 2019: Najlepszy atakujący Mistrzostw Ameryki Północnej, Środkowej i Karaibów